# Франц Верфел
Франц Виктор Верфел (Праг, 10. септембар 1890 – Беверли Хилс, 26. август 1945) био је аустријско-чешки романописац, драматург и песник који је живео и стварао у првој половини 20. века. Његова најпознатија дела су Четрдесет дана Муса Дага (1933), роман заснован на догађајима који су се одиграли током геноцида над Јерменима 1915., и Песма о Бернадети (1941), роман о животу и визијама француске католичке светице Бернадете Субиру, по коме је снимљен истоимени холивудски филм.

## Биографија
Рођен у Прагу (тада део Аустроугарске империје), Верфел је био најстарије од троје деце богатог произвођача рукавица и кожне галантерије, Рудолфа Верфела. Његова мајка, Албина Куси, била је ћерка власника млина. Његове две сестре биле су Хана (рођена 1896) и Маријана Амалија (рођена 1899). Његова породица је била јеврејскаог порекла. Као дете, Верфела је одгајала његова католичка гувернанта Чехиња Барбара Шимункова, која га је често водила на мису у главну катедралу у Прагу. Као и деца других прогресивних прашких Јевреја који говоре немачки, Верфел се школовао у католичкој школи коју су водили пијаристи, ред просветара који су омогућавали рабину да подучава јеврејске ученике за њихове бар мицве. Ово је, заједно са утицајем његове гувернанте, дало Верфелу рано интересовање (и стручност) за католицизам, који се убрзо проширио на друге вере, укључујући теозофију и ислам, тако да његова белетристика, као и његова публицистика, пружају известан увид у упоредну религију.
Верфел је почео да пише у раном детињству и до 1911. објавио је своју прву књигу песама Пријатељ света, која се може превести као „пријатељ света“, као и филантроп, хуманитарац и слично. У то време, Верфел се спријатељио са другим немачким јеврејским писцима који су посећивали исти кафић у Прагу, главни међу њима били су Макс Брод и Франц Кафка, а његову поезију хвалили су критичари као што је Карл Краус, који је објавио Верфелове ране песме у Краусовом часопису Дие Факел (Бакља). Године 1912, Верфел се преселио у Лајпциг, где је постао уредник нове издавачке фирме Курта Волфа. Док је живео у Немачкој, Верфелов миље је нарастао и укључивао Елзе Ласкер-Шилер, Мартина Бубера, Рајнера Марију Рилкеа, као и друге писце, песнике и интелектуалце који су писали на немачком језику у првим деценијама двадесетог века.

Са избијањем Првог светског рата, Верфел је служио у аустроугарској војсци на руском фронту као телефониста. Његове дужности су га изложиле страхотама тоталног рата, али и пружиле довољно уточишта да настави да пише експресионистичке песме, амбициозне драме и писма. Његова еклектична мешавина хуманизма, конфесионализма, аутобиографије, као и митологије и религиозности се даље развијала током овог времена. Његове песме и драме су се кретале од сцена из древног Египта (посебно монотеизма Ехнатона) до окултних алузија (Верфел је учествовао на сеансама са својим пријатељима Бродом и Кафком) и укључују параболу из Бахаи вере у песми „Исус и пут стрвина“. Његова пристрасност према хришћанским поданицима, као и његова антипатија према ционизму, на крају су отуђили многе његове јеврејске пријатеље и читаоце, укључујући величине попут Карла Крауса. Други су, међутим, стали уз њега, укључујући Мартина Бубера, који је објавио низ песама из Верфеловог ратног рукописа, Дер Герицхтстаг (Судњи дан, 1919) у свом месечном часопису Јевреј и написао о Верфелу у својој уводној напомени:
Откако су ме први пут гануле његове песме, отворио сам му (знајући добро, рекао бих да је то био проблем) капије свог невидљивог врта [тј. имагинаријума ], и сада он не може за вечност да учини ништа што би ме навело да га из њега протерам. Упоредите, ако хоћете, стварну особу са фиктивном, нову књигу са старијом, оном коју видите сами; али песнику не придајем вредност, већ само признајем да је он то – онако како то јесте.
У лето 1917. године, Верфел је напустио линију фронта и упутио се у Биро за војну штампу у Бечу, где се придружио другим истакнутим аустријским писцима који су служили као пропагандисти, међу којима су Роберт Мусил, Рилке, Хуго фон Хофманстал и Франц Блај. Преко Блаја, Верфел је упознао и заљубио се у Алму Малер, удовицу Густава Малера, некадашњу љубавницу сликара Оскара Кокошке и жену архитекте Валтера Гропијуса, која је тада служила у царској немачкој војсци на Западном фронту. Алма, која је такође била композитор, већ је компоновала за једну од Верфелових песама. Њихова љубавна веза кулминирала је прераним рођењем сина Мартина у августу 1918. Мартин, који је добио презиме Гропијус, умро је у мају следеће године. Упркос покушајима да спасе свој брак са Алмом, са којом је имао младу ћерку Манон, Гропијус је невољно пристао на развод 1920. Иронично, Алма је одбила да се уда за Верфела наредних девет година. Међутим, Алма се, више него са своја прва два мужа и љубавника, посветила развоју Верфелове каријере и утицала на њу на такав начин да је он постао врсни драматург и романописац, али и песник. Венчали су се 6. јула 1929.
Априла 1924. године, Верди – Роман опере и стиче репутацију романописца. 1926. године, Верфел је добио Грилпарцерову награду од стране Аустријске академије наука, а у Берлину је Макс Рајнхард извео драму Хуарез и Максимилијан (осликавајући борбу у Мексику 1860-их између републиканског вође Бенита Хуареза и Цара Максимилијана кога је подржавала Француска).
Верфелово путовање (са супругом Алмом) 1930. у Палестину под британском влашћу и његов сусрет са јерменском избегличком заједницом у Јерусалиму, инспирисали су његов роман Четрдесет дана Муса Дага којим је скренуо пажњу света на геноцид над Јерменима од стране отоманске владе. Верфел је држао предавања на ову тему широм Немачке. Нацистички лист Црни одреди осудио га је као пропагандисту "наводних турских ужаса почињених над Јерменима". Исте новине, сугеришући везу између јерменског и каснијег јеврејског геноцида, осудиле су „америчке јерменске Јевреје зато што су у САД промовисали продају Верфелове књиге“.
Верфел је био приморан да напусти Пруску академију уметности 1933. године. Његове књиге су спалили нацисти. Верфел је напустио Аустрију након Аншлуса 1938. када је отишао у Француску, у рибарско село у близини Марсеја. Посетиоци његовог дома у то време били су Бертолт Брехт и Томас Ман. Након немачке инвазије и окупације Француске током Другог светског рата, и депортације француских Јевреја у нацистичке концентрационе логоре, Верфел је поново морао да бежи. Уз помоћ Варијана Фраја и Комитета за хитне случајеве у Марсеју, он и његова супруга су за мало избегли нацистички режим, налазећи уточиште на пет недеља у ходочасничком граду Лурду. Такође је добио велику помоћ и љубазност од католичких редова који су чинили светилиште. О том искуству објавио је у Сједињеним Државама Песму о Бернадети 1941. године. Пешке је тајно прешао преко Пиринеја и уз асистенцију Јустуса Розенберга, отишао у Мадрид, а затим у Португалију. Одсео је у Монте Есторилу, у Гранде Хотелу Д'Италиа, између 8. септембра и 4. октобра 1940. Истог дана када се одјавио, укрцао се на брод који је кренуо за Њујорк, у који је упловио 13. октобра.
Верфел и његова породица су се настанили у Лос Анђелесу, где су упознали друге немачке и аустријске емигранте, као што су Ман, Рајнхард и Ерих Волфганг Корнголд. У јужној Калифорнији, Верфел је написао своју последњу драму, Јакобовски и пуковник по којој је снимљен филм Ја и пуковник из 1958. са Денијем Кејем у главној улози. Пре своје смрти, завршио је први нацрт свог последњег романа Звезда нерођених, који је објављен постхумно 1946.
Франц Верфел је умро од затајења срчаног мишића у Лос Анђелесу 1945. године. Био је сахрањен на гробљу Роуздејл. Његово тело је пренето у Беч 1975. и сахрањено на Средишњем гробљу.